# Julia Oetker
Julia Johanna Oetker (* 26. Januar 1979 in Bielefeld) ist eine deutsche Milliardenerbin und Tochter von Rudolf-August Oetker und Maja Oetker.

## Leben
Oetker wurde 1979 geboren und wuchs in Bielefeld, der Heimatstadt der Familie Oetker, auf.
Als Urenkelin des Gründers des Bielefelder Unternehmens Dr. August Oetker KG, August Oetker, war Julia Oetker bis Oktober 2021 eine von acht Gesellschaftern der Oetker-Gruppe. Im Zuge der Teilung der Oetker-Gruppe, welche seit dem 1. November 2021 wirksam ist, wurde sie Gesellschafterin der neu gegründeten Geschwister Oetker Beteiligungen KG.
Im Alter von 32 Jahren liierte sie sich 2001 mit Graf José Antonio Ruiz Berdejo Y Sigurtà in Palma, seit 2011 sind sie verheiratet. Sie leben seit 2014 getrennt.
Seit 2016 ist sie mit Graf Massimiliano Secco d’Aragona Gnutti liiert. Sie haben seit Dezember 2016 einen gemeinsamen Sohn und leben gemeinsam in München.

## Vermögen
Oetker ist Multimilliardärin und gehört zu den 10 reichsten Frauen in Deutschland. In Billionaires Richest Women für das Jahr 2022 des US-amerikanischen Wirtschaftsmagazins Forbes wird ihr Vermögen auf 3,3 Milliarden US-Dollar (etwa 3,29 Milliarden Euro) geschätzt. In ihr belegt sie Platz 10.

## Dokumentation
- Deutsche Dynastien – Die Oetkers. Dokumentarfilm, Deutschland, 2010, 44 Min., ein Film von Manfred Oldenburg, Produktion: WDR, Reihe: Deutsche Dynastien, Erstausstrahlung: ARD, 15. November 2010, Online-Video und Inhaltsangabe (Memento vom 20. Januar 2011 im Internet Archive) der ARD.